# Kielmeyera trichophora
Kielmeyera trichophora är en tvåhjärtbladig växtart som beskrevs av N. Saddi. Kielmeyera trichophora ingår i släktet Kielmeyera och familjen Calophyllaceae. Inga underarter finns listade i Catalogue of Life.